# Guillaume Jean Jacques Nairac
Pour les articles homonymes, voir Nairac.
Guillaume Jean Jacques Nairac (né à Amsterdam le 27 juillet 1787 et mort à La Haye le 18 octobre 1845), est un homme politique néerlandais.

## Biographie
D'une famille de négociants d'origine française, installée à Amsterdam vers 1730, Guillaume Jean Jacques Nairac est le fils de Jean-Philippe Nairac et de Jeanne Voute.
Fonctionnaire des impôts, il est membre du Conseil d'État jusqu'à sa mort à l'âge de 58 ans.